# De scherpe schorpioen
De scherpe schorpioen is het tweehonderdzevende stripverhaal uit de reeks van Suske en Wiske. Het is geschreven en goeddeels getekend door Paul Geerts.
Het werd gepubliceerd in TV Ekspres van 18 februari 1991 tot en met 6 januari 1992. De eerste albumuitgave in de Vierkleurenreeks was in februari 1992, met albumnummer 231.

## Locaties
- België, Antwerpen, de internationale luchthaven, de winkel van Achmed, Centraal Marokko, woestijn, het Atlasgebergte, de Hoge Atlas, Tinerhir, de crypte van de Grote Kaid

## Personages
- Suske, Wiske, tante Sidonia, Lambik, Jerom, Achmed en zijn vrouw, Malika en Larbi, Atlasberber, Grote Kaid, gemaskerde, de Tzen-Whaai, de Zieuher-Ehrs, waarzegster en andere dorpelingen

## Uitvindingen
- de gyronef

## Het verhaal
Er komt een man aan op de internationale luchthaven en zijn koffer wordt per ongeluk meegenomen door een andere man. Als de man zijn koffer terug wil halen rijdt hij Wiske aan, die boodschappen gaat halen. Achmed belt met tante Sidonia en Wiske mankeert gelukkig niets, als Achmed zijn cadeautjes uit Marokko aan zijn kinderen wil geven ontdekt hij dat hij een andere koffer in zijn bezit heeft. Er komt een man in de winkel en Wiske herkent hem, het is de man die haar heeft aangereden. De man kan ontkomen en Wiske vindt een pakje sigaretten met een telefoonnummer erop. Achmed is erg geschrokken van de inhoud van de koffer en stuurt de vrienden weg, Lambik en Jerom gaan naar een pakhuis wat het telefoonnummer heeft wat op het pakje sigaretten stond. Ze kunnen een bende boeven verslaan en nemen een Berber mee naar huis, hij was door de bende gevangengenomen. De vrienden ontdekken dat er een gouden schorpioen in de koffer zit. Achmed komt met zijn familie langs en wil zijn excuses maken. Achmed legt uit dat zijn opa lid van de Tzen-Whaai was en werd uitgestoten omdat hij verliefd werd op een vrouw van buiten de stam. De gouden schorpioen is bewaker van de crypte van de Grote Kaid, er is een vete tussen de Tzen-Whaai en de Zieuher-Ehrs en de laatste wil de gouden schorpioen stelen om het gebied te beheersen. De vrienden gaan met de gyronef naar Marokko, tante Sidonia blijft thuis, en nemen Achmed mee. In Marokko wordt de gyronef door een vliegtuigje beschoten en de benzinetank wordt geraakt, ze komen bij een oase en ontdekken dat Larbi en Malika als verstekeling zijn meegekomen. Lambik gaat naar nomaden om water te halen en dan worden deze mensen aangevallen door de Zieuher-Ehrs. Lambik wordt gevangengenomen, maar Jerom kan de bende verslaan en de vrienden gaan met de rijdieren van de gevluchte nomaden richting Tinerhir.
In Tinerhir kleden de vrienden zich in lokale kleding en Wiske hoort van een waarzegster dat er gevaar dreigt, ze krijgt magische tekens tegen onheil op haar hand van deze vrouw. ’s Nachts wordt er een schorpioen in de kamer van de kinderen gelegd, maar de gemaskerde man doodt het dier met een dolk. De bende kan wel het kistje met de schorpioen in handen krijgen en de vrienden zetten de achtervolging in. De gemaskerde kan het kistje in handen krijgen en geeft het de volgende ochtend aan Malika en Larbi. De vrienden gaan op weg naar het Atlasgebergte en Lambik laat het kistje vallen. De schorpioen ontsnapt en steekt Lambik en Jerom, waarna beiden bewusteloos raken. De Berber geeft hun een tegengif en blijft bij hen terwijl de kinderen met het kistje met de schorpioen verder trekken. De kinderen worden gevangengenomen, als Lambik en Jerom ontwaken kunnen ze de mannen die hen omsingelen verslaan. Ze gaan naar het dorp, waar de gemaskerde het ook voor de kinderen opneemt. Hij vertelt dat hij hun opa is en ooit werd verstoten uit het dorp. De man wil de schorpioen terugbrengen naar de crypte van de Grote Kaid en het ding wordt bij een standbeeld van een enorme schorpioen geplaatst. De Grote Kaid nodigt de vrienden uit. De wijze man, die vijfhonderd jaar oud is, vergeeft de Berber voor zijn daden uit het verleden. Larbi en Malika willen graag dat hun opa in België komt wonen, maar de Berber wil liever in zijn eigen omgeving blijven en zijn kleinkinderen snappen dit ook wel. De Grote Kaid vertelt dat hij weer bij zijn volk mag leven en Lambik wil graag horen hoe belangrijk hij is. De Grote Kaid zegt dat kleine mensen altijd over zichzelf praten, maar de trots der groten is dat zij nooit over zichzelf praten. De opa van Larbi en Malika vertelt dat hij alles deed om weer opgenomen te worden in zijn stam, Lambik deed alles uit naastenliefde en daarom is hij een edel mens. De vrienden repareren de gyronef en vliegen naar huis.